# OGO 1
Orbiting Geophysical Observatory 1 – amerykański satelita geofizyczny do badań geofizycznych; pierwszy z serii OGO.
Na pokładzie znajdowało się 21 instrumentów naukowych poświęconych: fizyce cząstek, polu magnetycznemu, pyłowi międzyplanetarnemu, bardzo krótkim falom elektromagnetycznym, obserwacjom wzbudzonego wodoru (Lyman-α), przeciwświeceniu (Gegenschein), badaniom atmosfery, radioastronomii.

## Przebieg misji
Z powodu nie rozłożenia się dwóch wysięgników, z których jeden przesłonił pole widzenia czujnika horyzontu, statek nie mógł być prawidłowo pozycjonowany w przestrzeni i pozostał w stabilizacji obrotowej, obracając się pięć razy na minutę. Mimo to odbierano dane z części instrumentów.
Dzięki analizie danych z instrumentów pracujących w sposób niezależny, udało się zgrubnie wyznaczyć oś obrotu na 42,5° rektascencji i -9° deklinacji.
We wrześniu 1964 dane można było dobierać z 70% ścieżki orbitalnej OGO-1. W czerwcu 1969, tylko z 10%. Z powodu ograniczonej ilości energii elektrycznej, praca statku została ograniczona od wiosny do jesieni. Do przełączenia statku w tryb gotowości, 25 listopada 1969, statek pracował 11 razy w takich 3-miesięcznych okresach. W kwietniu 1970 roku perygeum satelity podniosło się do 46 tys. km, a nachylenie orbity wzrosło do 58,8°.
Tylko 14 zadań naukowych z 21 zaplanowanych udało się wykonać. Satelita osiągnął wprawdzie przewidzianą orbitę, ale uzyskał jednocześnie nieprzewidziany, a szkodliwy ruch obrotowy, uniemożliwiający  realizację pozostałych zadań.  
Kontakt ze statkiem został zaprzestany 1 listopada 1971.

## Budowa
OGO składał się z prostopadłościennego korpusu z dwoma wystającymi panelami ogniw słonecznych. Z korpusu wystawał szereg anten i wysięgników.
Położenie statku było kontrolowane za pomocą czujnika horyzontu i silniczków gazowych. Statek zachowywał stałe położenie względem Słońca i Ziemi.
Osobne czujniki odpowiadały za należyte ustawienie paneli ogniw względem Słońca.
Siedem eksperymentów umieszczono na panelach ogniw słonecznych. Kolejne sześć, w korpusie statku, w osi pionowej jego ściany przedniej (tj. w kierunku ruchu po orbicie). Przyrządy te mogły być obracane o ponad 90° w dwóch kierunkach.
Przesyłanie danych w czasie rzeczywistym odbywało się z prędkościami 1, 8 lub 64 kbps, zależnie od odległości statku od Ziemi. Nadawanie odbywało się przez dwa nadajniki szerokopasmowe. Jeden pracujący z anteną dookólną, drugi, z antena kierunkową.
Statek był namierzany za pomocą radiolatarni i transpondera pasma S.

### Instrumenty naukowe

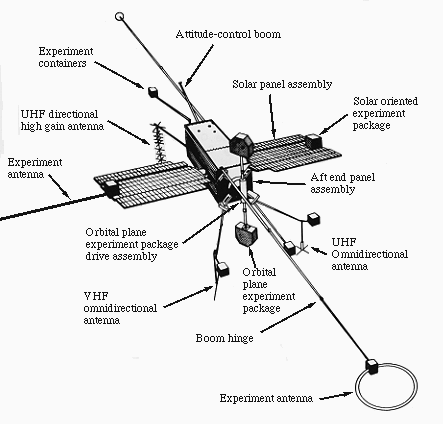
Budowa OGO-1

- Trójosiowy magnetometr cewkowy

Zaprojektowany do pomiaru zmian pola magnetycznego z częstotliwościami od 10 do 1000 Hz. Z powodu usterki statek był stabilizowany obrotowo, z okresem 12 sekund, sygnał wyjściowy magnetometru był modulowany, w przybliżeniu, sinusoidalnie, dostarczając informacji o składowej zmiennej i stałej zmian pola. Przyrząd znajdował się na wysięgniku o długości 6,1 metra. Moduł elektroniki znajdował się w korpusie satelity. Czułość instrumentu wynosiła 10 μV/nTs. Kanał niskiej częstotliwości próbkowany był 5 razy, co 1,152 s, gdy telemetrię nadawano z prędkością 1 kbit/s. Gdy używano wyższych prędkości przesyłu, próbkowanie było proporcjonalnie częstsze. Używanie najwyższej prędkości przesyłu było niemożliwe, gdy statek znajdował się w odległości od Ziemi większej niż 10 ziemskich promieni. Górna częstotliwość odcięcia (dla uniknięcia aliasingu) wynosiła 2 Hz, dla prędkości 1 i 8 kbit/s; 130 Hz dla 64 kbit/s. Kanał wysokiej częstotliwości dostarczał informacji spektralnych w pięciu kanałach, dla częstotliwości od 1 do 10 kHz. Eksperyment pracował w sposób satysfakcjonujący, przepracowując średnio 4000 godzin w roku.
- Eksperyment mapowania pola magnetycznego

Do pomiaru wektorów pola, w zakresie 30-500 nT, używano dwukanałowego trójosiowego magnetometru przepływowego i czterokomorowego magnetometru na parach rubidu (pomiar skalarny, w zakresie 3-14000 nT). Przyrząd miał być zdolny do pomiarów w magnetosferze, przestrzeni międzyplanetarnej i regionie przejściowym. Czujniki umieszczone były na wysięgniku o długości 6,7 metra. Z powodu nieprawidłowego rozłożenia się dwóch wysięgników, magnetometr na parach rubidu pozostał w polu magnetycznym o silnym gradiencie, co uniemożliwiało jego działanie. Magnetometr przepływowy pozostał w polu własnym statku ograniczającym jego dokładność do 3 nT. W trybie telemetrii przesyłanej z prędkością 1 kbit/s, czujniki były próbkowane 1,7 raza na sekundę. Proporcjonalnie częściej w pozostałych trybach.
- Sferyczna pułapka jonów i elektronów

Pułapka służyła do pomiaru przepływu, temperatury i rozkładu energii elektronów i jonów dodatnich mających energię od termicznej do 1 keV, w funkcji położenia i czasu. Przyrząd tworzyły dwa czujniki elektrostatyczne, używane jako dookólny próbnik plazmy, zamontowane na krótkim wysięgniku. Jeden czujnik służył do mierzenia elektronów i składał się z dwóch współosiowych sfer. Zewnętrzna służyła jako filtr. Wewnętrzna - jako zasadniczy miernik. Drugi czujnik mierzył jony dodatnie. Składał się z trzech sfer. W obu zebrany ładunek mierzony był elektrometrami. Napięcie przykładane do każdego z mierników był sterowane elektronicznie. Kompletny cykl pomiarowy trwał 25,6 minuty. W tym czasie mierniki przechodziły przez trzy tryby pomiarowe, mierzące przepływ, średnią temperaturę i rozkład energii. Po każdym cyklu pomiarowym dokonywana była kalibracja prądu na wyjściach mierników.
- Planarna pułapka jonów i elektronów

Celem pracy przyrządu było zmierzenie gęstości i rozkładu energii jonów termicznych i elektronów w jonosferze. Dodatkowo, instrument dostarczył pewnych informacji o masach jonów, strumieniu i kierunku przepływu cząstek quasi-energetycznych, oraz wielkości i polaryzacji potencjału satelity. Detektor składał się z czterech okrągłych równoległych siatek przesłaniających talerz zbierający ładunki. Zebrany prąd mierzony był elektrometrem z automatycznie przestawianym zakresem dla każdej z dekad, od 10-13 do 10-6 A. Przyrząd pracował w trybie pomiaru jonów lub w trybie pomiarów elektronów. Każdy z nich wyróżniał dodatkowo tryb niskiej i wysokiej rozdzielczości. W każdym z nich do jednej z siatek przykładany był potencjał zmienny, a potencjał na pozostałych siatkach był stały. Średni czas pomiaru w danym trybie wynosił od 12 do 15 sekund. Cykl pomiarowy z użyciem wszystkich 4 trybów zajmował mniej niż minutę. Informacje o zastosowanych potencjałach i zmierzonych prądach były przechowywane w rejestrze przesuwnym do czasu odczytania ich przez system telemetrii statku.
- Eksperyment propagacji fal radiowych

Instrument miał za zadanie badać egzosferę poprzez obserwację zachowania elektronów w przestrzeni między statkiem a Ziemią, w trakcie swojej wędrówki od perygeum do apogeum. Jednocześnie mierzono przesunięcie dopplerowskie i kąt przesunięcia, związany ze zjawiskiem Faradaya. Eksperyment składał się z dwóch radiolatarni, pracujących na częstotliwościach harmonicznych, 40,01 i 360,09 MHz, modulowanych sygnałami o częstotliwościach 20 i 200 kHz. Antenę nadawczą sygnału 40 MHz stanowił prosty dipol, o zysku 2 dB. Sygnał 360 MHz nadawany był przez antenę YAGI, o zysku 8 dB. Sygnały były odbierane z maksymalnej odległości 60 tys. km przez dwa zestawy anten umieszczonych niedaleko miasta Boulder. Każdy zestaw składał się z anteny parabolicznej o średnicy 8,5 m (odbiór sygnału 360 MHz) i 6 elementowej anteny YAGI (odbiór sygnału 40 MHz). Nieplanowana obrotowa stabilizacja satelity spowodowała duże trudności w interpretacji danych. Oś obrotu statku nie była dokładnie wyznaczona. Z powodu małej ilość energii elektrycznej w styczniu, lutym, czerwcu, sierpniu, instrument nie pracował. W pozostałym czasie pracował po kilka godzin na okres orbitalny. 27 maja 1967 przyrząd wszedł w interferencję z pokładowym odbiornikiem rozkazów i musiał zostać wyłączony. Późniejsze badania potwierdziły jej występowanie.
- Analizator jonów dodatnich

Instrument składał się z dwóch ceramicznych radiowych spektrometrów masowych Bennetta rejestrujących termiczne jony dodatnie, o masach od 1 u do 45 u. Jeden mierzył jony o stosunku masy do ładunku w zakresie 1-6 u, z rozdzielczością 0,5 u. Drugi, od 7 do 45 u, z rozdzielczością 1 u na 20 u. Dopuszczalna koncentracja jonów w centymetrze sześciennym wynosiła od 5 do 1000000. Cykl pomiarowy wynosił 64 sekundy, co odpowiadało rozdzielczości przestrzennej 300 km. Pomyślne działanie instrumentu pozwoliło uzyskać pierwsze wysokorozdzielcze bezpośrednie pomiary in-situ składu jonów dodatnich, z obszaru wysokości od 1000 km do przestrzeni międzyplanetarnej.
- Analizator cząstek pyłu międzyplanetarnego

Przyrząd służył do pomiaru prędkości i rozkładu mas cząstek pyłu międzyplanetarnego o średnicach rzędu 1 μm. Składał się z czterech niemal identycznych detektorów mikrometeoroidów, umieszczonych w pojemniku, na wysięgniku o długości 1,8 metra. Każdy z detektorów składał się z: dwóch folii o grubości 1000 Å, wykonanych z aluminium i tlenku aluminium; siatki, mikrofonu. Penetracja folii aluminiowej przez mikrometeoroid wytwarzała obłok plazmy zbieranej przez folię z tlenku aluminium i wyzwalającej zegar taktujący częstotliwością 2 MHz. Obłok był wytwarzany również, gdy mikrometeoroid trafiał w mikrofon. Plazma była zbierana przez siatkę pod napięciem, co zatrzymywało zegar taktujący i pozwalało wyznaczyć prędkość cząstki. Jeden z czujników, skierowany w stronę osi +Y, działał nieprawidłowo. Przyrząd nie pozwolił na określenie kierunku nadlatywania pyłu z powodu obrotowej stabilizacji statku i niskiej częstotliwości próbkowania.
- Krokowe odbiorniki fal VLF – szerokopasmowy i wąskopasmowy

Instrument tworzyły 4 odbiorniki fal radiowych bardzo niskich częstotliwości służących do pomiaru naturalnego szumu VLF. System odbiorczy składał się z nadmuchiwanej anteny pętlowej o dł. 2,9 metra, przedwzmacniacza (na wysięgniku), i głównego bloku elektroniki, w korpusie satelity. Trzy odbiorniki krokowe pokrywały zakresy: 0,2-1,6 kHz, 1,6-12,5 kHz, 12,5-100 kHz. Każdy z nich przeczesywał spektrum 256 amplitud sygnału raz na 2,3, 18,4 lub 147,2 sekundy, zależnie od wybranego trybu pracy. Pomiary z tych trzech odbiorników zapisywane były z prędkością 1 kbit/s, albo przesyłane w trybie rzeczywistym z prędkością 1, 8 lub 64 kbit/s. Rejestrator taśmowy był odczytywany na komendę z Ziemi, z prędkością 64 kbit/s. Czwarty odbiornik był odbiornikiem szerokopasmowym (0,3-12,5 kHz). Dane z niego dostępne były tylko w trybie rzeczywistym, w dedykowanym kanale telemetrii; nie były zapisywane rejestratorem. Dane z odbiorników wąskopasmowych były zwykle zapisywane z dużą prędkością w połówce orbity bliżej perygeum, a w drugiej, dalszej od perygeum, z niższą prędkością. Dane szerokopasmowe były dostępne wyłącznie w strefie widoczności stacji naziemnej.
- Eksperyment radioastronomiczny

Służył do pomiaru spektrum słonecznego szumu radiowego, szumu kosmicznego, gęstości elektronów w jonosferze, atmosferze, szumu radiowego w jonosferze i plazmie międzyplanetarnej. Eksperyment był również zdolny do obserwowania aktywności radiowej Jowisza. Składał się z 9 metrowej anteny monopolowej i odbiornika superheterodynowego z przemiataniem częstotliwości. Odbiornik posiadał układ automatycznego strojenia od częstotliwości 2 do 4 MHz, z 2 sekundowym okresem przemiatania. Automatyczna kalibracja amplitudy i częstotliwości dokonywana była kalibratorem kryształkowym. Antenę stanowiła zwinięta taśma z brązu berylowego. Przed startem nawinięta była na bęben, który miał ją rozwinąć silnikiem, na sygnał z Ziemi. Niestety, z powodu kłopotów z rozwinięciem anten, mimo wielu prób, nie otrzymano sygnału o pełnym rozwinięciu anteny. Mimo to eksperyment zwrócił dane (niskiej jakości z powodu szumu i problemów z anteną). Nieplanowana obrotowa stabilizacja statku nie miała  na nie wpływu.
- Pomiar geokoronalnego rozpraszania promieniowania Lyman-α

Celem eksperymentu był pomiar intensywności promieniowania wzbudzonego wodoru (121,6 nm) rozpraszanego na neutralnym wodorze atomowym, co umożliwiało wyznaczenie gęstości tego ostatniego w geokoronie wodorowej. Przyrząd składał się z 4 komór jonowych umieszczonych po stronie statku, która miała być przeciwną do zwróconej w stronę Ziemi. Komory z okienkiem z fluorku litu wypełnione były gazowym tlenkiem azotu. Czułość komór pokrywała zakres od 105 do 1350 nm. Naświetlanie komór promieniami słonecznymi przez ponad 4 miesiące w roku, powodowało degradację detektorów. Ich największa czułość była 30 razy mniejsza od komór na pokładzie późniejszego satelity OGO 3. Z tego też powodu, zebrane dane były bezwartościowe.
- Fotometr przeciwświatła

Eksperyment zaprojektowano do pomiaru światła słonecznego rozpraszanego na cząstkach pyłu w punkcie przeciwsłonecznym, tzw. przeciwświatła (Gegenschein). Podstawowymi zbieranymi danymi były obrazy nieba w punkcie przeciwsłonecznym wykonywane przez kamerę TV, przesyłane na Ziemię z rozdzielczością 22x32. Pole widzenie obejmowało około 100 stopni kwadratowych nieba. Pozostałymi elementami przyrządu były:
- czterosoczewkowy obiektyw, f/1,5
- tarcza z 5 filtrami pokrywającymi zakres od 300 do 700 nm
- katoda S-20 na szkle Corning 8741, przepuszczającym UV
- dysektor obrazu, Star Tracker FW 143 B, firmy ITT
- wzmacniacz i generator sygnału z sygnału dysektora

Z powodu obrotowej stabilizacji statku, przyrząd nie mógł działać poprawnie. Ponadto 3 miesiące po starcie, z powodu usterki elektrycznej silnika, przestała obracać się tarcza filtrów. Eksperyment posłużył do zbadania wpływu promieniowania pasów Van Allena na ładunek naukowy.
- Detektor słonecznego promieniowania kosmicznego

Detektor składał się z kryształu jodku cezu, otoczonego plastykową osłoną antykoincydencyjną i sprzężonego optycznie z fotopowielaczem; 32 kanałowego analizatora impulsowo-amplitudowego. Celem eksperymentu był pomiar protonów słonecznych o energiach od 3 do 90 MeV z tym, że przyrząd nie był zdolny do odróżnienia cząstek różnych rodzajów. Licznik został skalibrowany w trakcie lotu. Zliczenia były grupowane po 4 kanały, akumulowane w 31/32 częściach ramki telemetrii, tj. 11,52, 0,144 lub 0,018 s. Z powodu niedziałania systemu antykoincydencyjnego w początkowej fazie lotu, jeszcze przed włączeniem instrumentu, zebrane dane nie mogły służyć do wyznaczenia absolutnego strumienia cząstek. Dodatkowo, interpretacja danych była utrudniona przez obrotową stabilizację statku.
- Elektrostatyczne analizatory plazmy

Analizator miał badać jony dodatnie pochodzące z plazmy wiatru słonecznego. Składał się z trzech analizatorów elektrostatycznych. Dwóch skierowanych w płaszczyźnie orbity. Jeden, w stronę Słońca. Detekcja w zakresie 0,1 – 18 keV odbywała się w 30 krokach. Z powodu ruchu obrotowego statku, przyrząd zwrócił niewiele użytecznych danych. Posłużył jednak jako detektor magnetopauzy i fali uderzeniowej magnetosfery.
- Próbnik plazmy

Dwie wielosiatkowe puszki Faradaya używane były do zbadania intensywności jonów dodatnich i elektronów wiatru słonecznego w funkcji kierunku. Jedna z nich mierzyła elektrony, w zakresie energii 125-2000 eV. Zebrane ładunki mierzone były co 9,2 sekundy. Drugi mierzył jony dodatnie. Dane były nieprzydatne naukowo z powodu nieplanowanej obrotowej stabilizacji statku.
- Analizator promieniowania gamma i pozytonów

Eksperyment miało pomóc określić, czy niskoenergetyczne pozytony (0-3 MeV) uwięzione są w pasach radiacyjnych tymczasowo czy permanentnie; czy takie pozytony można znaleźć na krawędziach ziemskiego pola magnetycznego. Miał również rejestrować słoneczne rozbłyski gamma, o energiach od 80 do 1000 keV. Analizator składał się z trzech kryształów jodku cezu (CsJ), otoczonych plastykową osłoną antykoincydencyjną, które były obserwowane przez trzy fotopowielacze. Detekcja pozytonów opierała się na detekcji promieni X powstających przy hamowaniu pozytonów. Raz na 18,5 sekundy dokonywano całkującego odczytu 16 kanałów energetycznych przyrządu, rozłożonych równomiernie po zakresie pomiarowym. Kalibracji dokonano po wyniesieniu satelity, obserwując linię anihilacyjną 511 keV. Eksperyment nie dokonał docelowych obserwacji, ale zwrócił dane użyteczne naukowo. Głównymi problemami w jego działaniu były interferencje elektryczne i degradacja sygnału wyjściowego fotopowielaczy. Dane nie zostały użyte w żadnej znaczącym opracowaniu.
- Licznik scyntylacyjny promieniowania uwięzionego w jonosferze

Zadaniem instrumentu było: zbadanie czasowych i przestrzennych zmian intensywności cząstek uwięzionych w ziemskim polu magnetycznym; zebranie widm energetycznych elektronów, o energiach między 10 a 100 keV, i protonów, o energiach od 120 do 4500 keV; określenie czasu trwania cząstek; określenie procesów prowadzących do zaników cząstek; określenie mechanizmów akceleracji uwięzionych cząstek. Przyrząd składał się z tarczy z filtrami, z silnikiem krokowym, scyntylatora fosforowego, fotopowielacza, elektrometru, i rejestratora zliczeń. Detektor posiadał dwa otwory wlotowe dla cząstek. Jeden w osi tuby fotopowielacza, drugi, prostopadły do niej. Przez pierwszy otwór mogły wlatywać i dosięgnąć scyntylatora, zarówno protony jak i elektrony. Przez otwór prostopadły do osi, wlecieć, rozproszyć się na złotym dysku i dotrzeć do scyntylatora, mogły tylko elektrony. Badane widmo określały filtry, stanowiące absorbenty o różnych grubościach. Przyrząd pracował normalnie do momentu zacięcia się tarczy filtrów, 2 grudnia 1964.
- Analizator izotopów promieniowania kosmicznego

Analizator powstał w celu zbadania widm ładunków i energii pierwotnego promieniowania kosmiczne. Plastykowy scyntylator zapewniał pomiar jonów o Z między 1 a 8, i energiach z zakresu zależnego od Z (na przykład, dla Z=1 lub Z=2, zakres wynosił 15-80 MeV/nukleon; dla Z=6, od 25 do 145 MeV/nukleon). Analiza impulsowo-amplitudowa przeprowadzana była dla 1, 8 lub 64 zdarzeń na sekundę. Do monitorowania protonów o energiach 28-70 MeV obserwowały dodatkowo trzy ortogonalne liczniki Geigera. Użyteczne dane z instrumentu zbierano do listopada 1969, tylko w trakcie śledzenia statku.
- Spektrometr promieniowania kosmicznego

Trzy detektory z ciałem stałym były używane do pomiaru intensywności i rozkładu energii promieni kosmicznych. Każdy z detektorów badał jądra składające się na to promieniowanie w innym zakresie energii: 22-103 MeV/nukleon (do Z=26); 1,4-33 MeV/nukleon (protony i cząstki alfa); 1,4-3,7 MeV (protony). Pierwszy (do badania składu) i drugi były zorientowane równolegle do osi Z statku. Informacja impulsowo-amplitudowa z teleskopu do badania składu obrabiana była przez jeden analizator 256 kanałowy i dwa 512 kanałowe. Umożliwiało to analizowanie informacji w czterech przedziałach energii: 5-11 MeV, 11-22 MeV, 22-103 MeV, >103 MeV. Pomiary z teleskopu protonów i cząstek alfa były analizowane impulsowo-amplitudowo w dwóch zakresach energii: 1,4-8,6 MeV i 8,6-33 MeV, przy użyciu jednego analizatora 256 kanałowego. Rejestrowana była też liczba zliczeń z każdego detektora. Rozdzielczość czasowa pomiarów była zmienna. Od 1 na 0,02 sekundy, do 1 na 147 sekund, zależnie od trybu pracy i możliwej prędkości telemetrii.
- Detektor wysokoenergetycznych protonów i promieniowania uwięzionego w jonosferze

Eksperyment zaprojektowany w celu detekcji cząstek naładowanych i dookólnego pomiaru intensywności zewnętrznych pasów radiacyjnych, elektronowych, w celu zrozumienia ich pochodzenia. Czujnik składał się z liczników Geigera-Mullera i detektora na ciele stałym. Taki zestaw pozwalał na detekcję: elektronów w zakresach powyżej 40 keV, powyżej 150 keV i powyżej 1600 keV; protonów >0,5 MeV, >3,5 MeV, i >16 MeV.
- Komora jonizacyjna

Jonizacja cząstkami energetycznymi mierzona była za pomocą 17,78 centrymetrowej komory jonizacyjnej z elektrometrem z zerowaniem. Przyrząd umieszczony był na 1,2 metrowym wysięgniku, wzdłuż osi Y statku. Komora dawała odpowiedź na elektrony i protony o energiach większych od, odpowiednio 0,6 MeV i 12 MeV, oraz promienie rentgena z zakresu 10-50 keV. Prąd jonizacji mierzony był elektrometrem w komorze próżniowej, z wyjściem przemiatanym napięciem od 0 do 5 V. Dane przesyłano w trzech formach, trzema słowami cyfrowymi i jednym analogowym. Każde z nich przesyłane było co 1,152 sekundy, przy prędkością 1 kbit/s. Częstość próbkowania rosła proporcjonalnie do szybkości przesyłania danych.
- Spektrometr elektronów

Celem tego eksperymentu był pomiar widm energetycznych elektronów w pasach radiacyjnych, o energiach od 50 do 4000 keV. Składał się z pięciokanałowego spektrometru elektronów zawierającego elektromagnes analizujący, plastyczny scyntylator, fotopowielacz, analizator impulsowo-amplitudowy. Analizator wyznaczał 5 zakresów pomiarowych. Przyrząd umieszczony był w korpusie satelity, a jego pole widzenia (stożek 15°) było skierowane 10° od osi Z statku. Nieplanowanie obracanie się statku spowodowało, że stożek pola widzenia wzrósł do 35°). Pomiary kierunkowe wykonywane były w pięciu ciągłych, logarytmicznie równo rozdzielonych, kanałów. Cząstki tła zliczano przy wyłączonym elektromagnesem. Pięć przedziałów pomiarów właściwych i pięć przedziałów pomiaru tła było próbkowanych, co 2,304 sekundy (przy prędkości telemetrii 1 kbps). Częstość próbkowania rosła proporcjonalnie do szybkości telemetrii.